# Planetario di Caserta
Il Planetario di Caserta è una struttura educativa museale di Caserta di proprietà del Comune di Caserta.
Ha sede in piazza Ungaretti, una delle piazze del grande quartiere di edilizia residenziale popolare periferico della città, che sorge tra le frazioni storiche di Falciano, Centurano e Tredici, verso Maddaloni.

## Storia
Il planetario di Caserta fu costruito nel 2008 dal Comune di Caserta in attuazione di una parte del progetto URBAN II, il piano di finanziamenti dell'Unione europea. 
La progettazione scientifica fu curata da Luigi Antonio Smaldone, allora docente di fisica solare dell'Università degli Studi "Federico II" di Napoli. La realizzazione della cupola e delle sue strutture di gestione informatica fu realizzata dalla RSA Cosmos (Saint-Étienne, Francia).
È stato inaugurato il 19 dicembre 2008.
Dal 2008 al 30 giugno 2012 è stato gestito direttamente dal Comune di Caserta. Da agosto 2012 è gestito da una Associazione Temporanea di Scopo (ATS "Planetario di Caserta"), istituita fra tre scuole statali di Caserta (Istituto Tecnico Statale "Buonarroti" Caserta, Istituto Comprensivo "L. Vanvitelli" Caserta, Istituto Comprensivo "Ruggiero - 3 Circolo" Caserta).
Dal 2014 è in rapporto di convenzione con il Sistema Museale Terra di Lavoro.
L'atto di istituzione formale e di adozione del regolamento fu approvato nel 2016.
Il 19 gennaio 2019 il planetario ha allestito anche un percorso museale, con alcune installazioni interattive e ludiche, anche digitali.
I lavori in programma da ottobre 2023 doteranno il percorso museale di dispositivi per migliorare l'interazione coi pubblici, specie per quelli con minore sensorialità, di un sistema di proiezione più aggiornato e potente e interverranno sulle strutture e l'efficientamento energetico, grazie a un finanziamento del Ministero della Cultura, fondi PNRR, per 350 mila euro circa.

## Descrizione
Il planetario è costituito da due sezioni, una cupola e un percorso museale.
Il Planetario organizza anche occasioni formative più tradizionali, quali ad esempio la preparazione alle Olimpiadi Italiane dell'Astronomia.

## La cupola
La cupola è una sala circolare coperta da una struttura metallica emisferica di 7 metri. Ospita una platea unidirezionale di 47 posti (estendibili a 51) che accoglie gli spettatori delle narrazioni astronomiche. 
La struttura di proiezione è interamente digitale e, a differenza dei planetari ottico-meccanici tradizionali (quale quello di Milano), il sistema di proiezione è lungo il perimetro della sala e il pubblico è al centro.
Cinque proiettori digitali proiettano sulla cupola immagini naturali, animazioni e simulazioni (2D e 3D) del cielo stellato, delle costellazioni, dei corpi celesti. Il sistema di proiezione è gestito da 6 calcolatori in cluster e da un calcolatore che funge da supervisore e da interfaccia verso i programmatori degli spettacoli. 6 diffusori digitali inondano la cupola di suoni, rumori e consentono la guida vocale del narratore, 2 lampade colorate a led consentono anche giochi di luce.
La cupola ospita gli "spettacoli": sono narrazioni dal vivo, al buio (mai completo), di prodotti multimediali digitali che durano circa 1 ora e 10 minuti. Sono costituiti da software ideato e sviluppato in proprio dagli educatori e dal curatore scientifico del Planetario (Luigi Antonio Smaldone e Pietro Di Lorenzo) su temi quali il Sistema solare, il rapporto Terra - Luna, i moti della Terra, la nascita e la vita delle stelle.

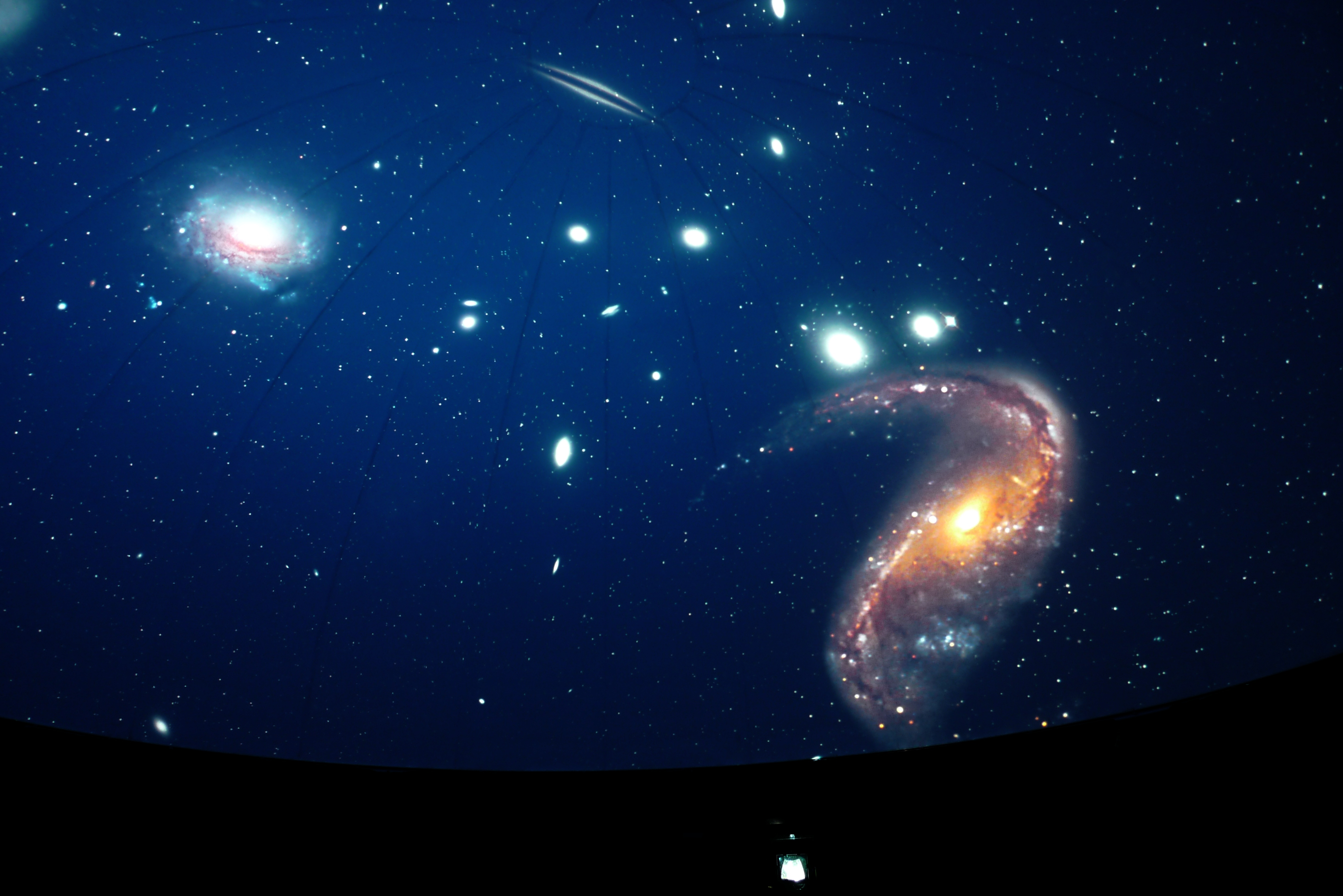
Caserta, Planetario, fermo immagine dallo spettacolo "In viaggio nel Sistema Solare"

Sono stati ideati e sviluppati quattro spettacoli specificamente per bambini e ragazzi e prevedono una narrazione inserita in una cornice favolistica (Pollicino tra le stelle, il re Sole e la sua corte, la fata della notte, i tanti girotondi della Terra). I contenuti presentati in questi prodotti restano rigorosi e accurati dal punto di vista astronomico e scientifico ma sono presentati con un linguaggio appropriato agli spettatori più piccoli. In tale ambito sono stati sviluppati anche progetti laboratoriali specifici per bambini.
Quattro spettacoli affrontano temi di storia delle scienza e dell'astronomia in prospettiva multidisciplinare, unendo alla narrazione dei contenuti astronomici e storico-scientifici le immagini di dipinti, manoscritti, ritratti del passato (coerenti per il racconto), i passi letterari o poetici e le musiche dell'epoca. Trattano delle scoperte di Galileo Galilei, dell'astronomia al tempo di Dante, della musica e dell'armonia del cielo, delle scoperte astronomiche dell'Antichità e del Rinascimento basate sulla geometria euclidea.

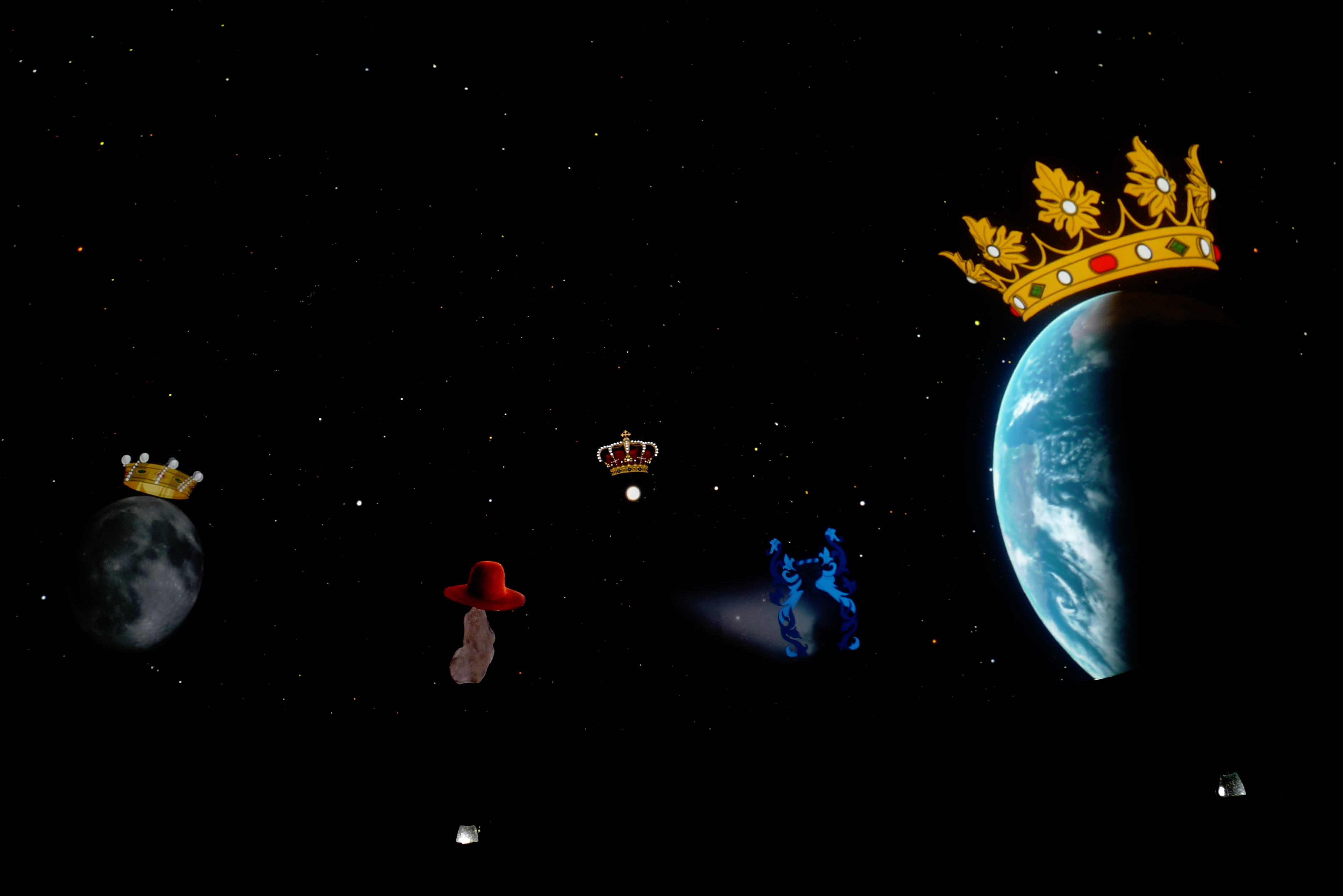
Caserta, Planetario, fermo immagine dallo spettacolo "Il re Sole e la sua corte"

Tutti gli spettacoli ideati e prodotti sono soggetti a sperimentazione didattica. 
Il Planetario organizza anche occasioni formative più tradizionali quali la preparazione alle Olimpiadi Italiane dell'Astronomia.

## Il percorso museale
Il percorso museale è stato inaugurato il 19 gennaio 2019. Offre strumenti in originale (una bussola, due strumenti di misura del 1880 circa, alcuni telescopi rifrattori e riflettori, 1960 - 2000) e in copia (sfere armillari, astrolabio, radio astronomico, notturnale, camera oscura), libri di fisica (dal 1865 al 1960), postazioni interattive per la simulazione di fenomeni astronomici, 84 rocce (tra cui 6 esemplari di "Pietra di Pantano" di Acerra) e minerali, 2 modelli di veicoli spaziali, una postazione per ascoltare e capire proverbi e detti popolari (in napoletano) sull'astronomia, i pianeti, le stelle etc.

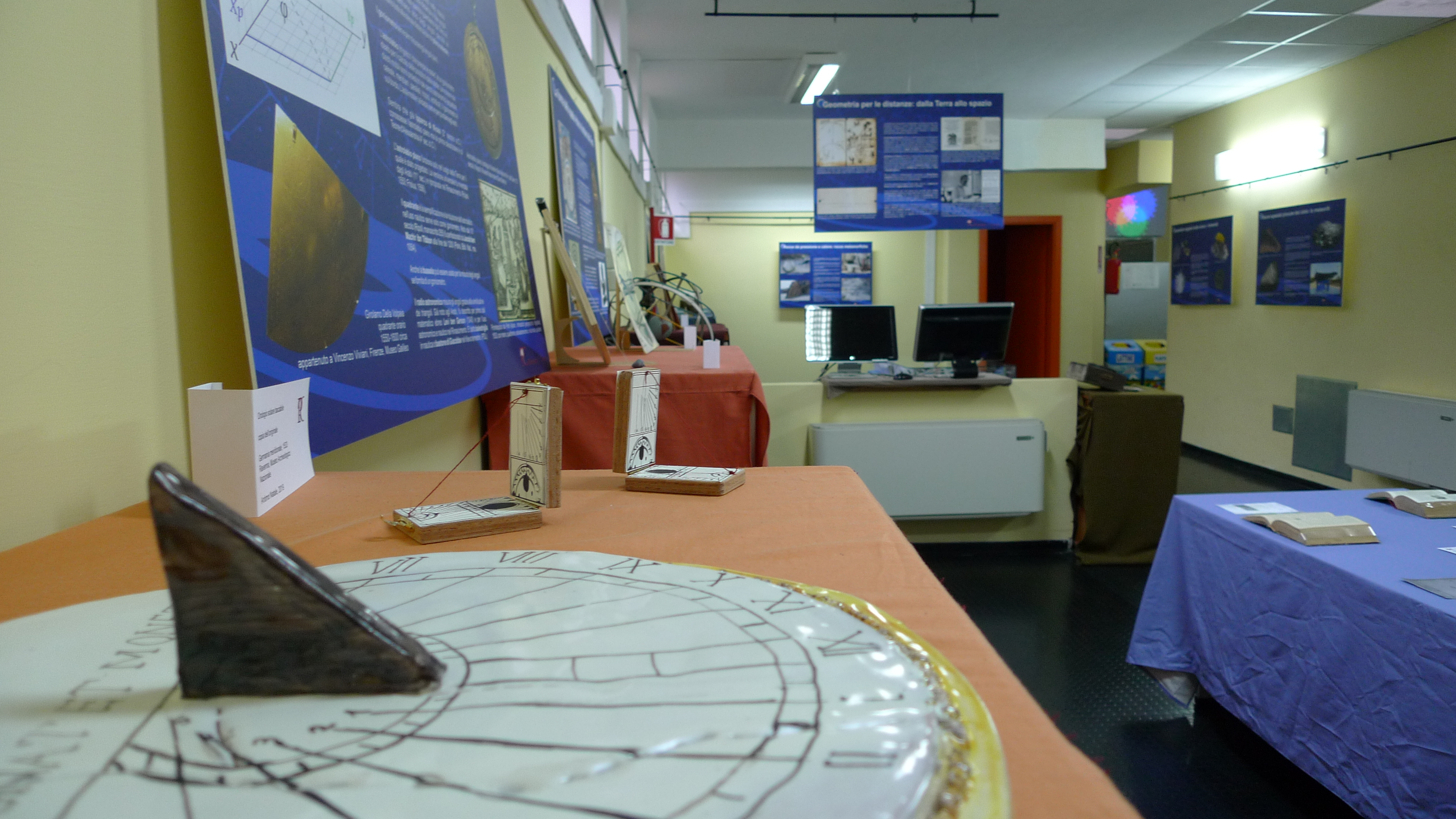
Caserta, planetario, percorso museale, sala 3